# Sejm zwyczajny 1685
Sejm 1685 – sejm zwyczajny Rzeczypospolitej Obojga Narodów został zwołany 24 września 1684 roku do Warszawy.
Instrukcja na sejmiki została wydana 1 listopada 1684 roku. Sejmiki przedsejmowe w województwach odbyły się 5 stycznia 1685 roku, a małopolski sejmik główny w Korczynie 1 lutego 1685 roku.
Marszałkiem sejmu obrano Andrzeja Giełguta, pisarza wielkiego litewskiego. Obrady sejmu trwały od 16 lutego do 31 maja 1685 roku.